# Jules Wuyts
Julien dit Jules Wuyts (né à Bruxelles, le 8 février 1886 et mort à une date inconnue) est un nageur et un joueur de water-polo belge. Son style de prédilection est la nage libre.
Durant sa carrière (de 1908 à 1914), il participe à une reprise aux Jeux olympiques, mais sans réussir à atteindre la finale. Il a cependant remporté un titre aux championnats de Belgique de natation en 1912.

## Biographie
Julien Wuyts naît Montagne aux Herbes Potagères à Bruxelles, le 8 février 1886, fils de Jean Baptiste Wuyts, photographe, originaire de Saint-Josse-ten-Noode, et de Marie De Ceuleneer, native de Bruxelles.

## Carrière
Jules Wuyts, affilié au BSC (Brussels Swimming Club), est considéré, dès 1909, comme l'un des nageurs les plus réputés de Belgique. Il participe dès 1909 à diverses compétitions à Bruxelles, mais également à Manchester. Il devient co-champion de Belgique du 100 m nage libre en 1912. Il participe cette année-là aux Jeux olympiques de Stockholm, mais il est éliminé au premier tour avec une quatrième place dans sa série chronométrée à 1 min 13 s 6. En 1913, il poursuit une carrière en tant que joueur de water-polo. En février 1914, Wuyts joue, en division II, à une compétition de water-polo.

## Championnats de Belgique
| Catégorie        | Année |
| ---------------- | ----- |
| 100 m nage libre | 1912  |